# Districtul Wang Nuea
Wang Nuea (în thailandeză วังเหนือ) este un district (Amphoe) din provincia Lampang, Thailanda, cu o populație de 44.777 de locuitori și o suprafață de 1.034,3 km².

## Componență
Districtul este subdivizat în 8 subdistricte (tambon), care sunt subdivizate în 77 de sate (muban).
| Nr. | Nume          | În thailandeză | Sate | Locuitori |
| --- | ------------- | -------------- | ---- | --------- |
| 1.  | Thung Hua     | ทุ่งฮั้ว           | 12   | 05,731    |
| 2.  | Wang Nuea     | วังเหนือ         | 09   | 07,253    |
| 3.  | Wang Tai      | วังใต้           | 07   | 03,438    |
| 4.  | Rong Kho      | ร่องเคาะ        | 16   | 10,346    |
| 5.  | Wang Thong    | วังทอง          | 08   | 05,245    |
| 6.  | Wang Sai      | วังซ้าย          | 10   | 05,049    |
| 7.  | Wang Kaeo     | วังแก้ว          | 07   | 03,486    |
| 8.  | Wang Sai Kham | วังทรายคำ       | 08   | 04,229    |